# Meitetsu Takehana-Linie
| Triebzug des Typs 3150 auf der Takehana-Linie |                           |                            |                |
| Streckenlänge: | 10,3 km                   |                            |                |
| Spurweite: | 1067 mm (Kapspur)         |                            |                |
| Stromsystem: | 1500 V =                  |                            |                |
| Streckengeschwindigkeit: | 90 km/h                   |                            |                |
| Zweigleisigkeit: | nein                      |                            |                |
| |                           |                            |                |
| Gesellschaft: | Meitetsu (Nagoya Tetsudō) |                            |                |
| \| \| 0,0 \| Kasamatsu (笠松) \| 1935– \| \| \| \| Meitetsu Nagoya-Hauptlinie \| 1935– \| \| \| 0,3 \| Kasamatsuguchi (笠松口) \| 1921–1942 \| \| \| 0,9 \| Nishi-Kasamatsu (西笠松) \| 1921– \| \| \| 1,5 \| Higashisuka (東須賀) \| 1921–1944 \| \| \| 2,5 \| Higashi-Yanaizu (東柳津) \| 1921–1944 \| \| \| 2,9 \| Yanaizu (柳津) \| 2008– \| \| \| 3,1 \| Yanaizu \| 1921–2008 \| \| \| 4,0 \| Kadoma (門間) \| 1921–1944 \| \| \| 5,2 \| Minami-Juku (南宿) \| 1921– \| \| \| 6,0 \| Suka (須賀) \| 1921– \| \| \| 7,0 \| Fuwa-Ishiki (不破一色) \| 1921– \| \| \| 7,4 \| Magari (曲利) \| 1921–1944 \| \| \| 8,6 \| Takehana (竹鼻) \| 1921– \| \| \| \| Depot Takehana \| 1921–1962 \| \| \| 8,9 \| Hongakuji-mae (本覚寺前) \| 1929–1944 \| \| \| 9,6 \| Hashima-Shiyakusho-mae \| 1929– \| \| \| \| (羽島市役所前) \| \| \| \| 10,3 \| Egira (江吉良) \| 1929– \| \| \| \| Meitetsu Hashima-Linie \| 1982– \| \| \| 10,9 \| Makino (牧野) \| 1929–2001 \| \| \| 11,5 \| Nagama (長間) \| 1929–2001 \| \| \| \| Meishin-Autobahn \| \| \| \| \| Tōkaidō-Shinkansen \| 1964– \| \| \| 12,2 \| Nakaku (中区) \| 1929–2001 \| \| \| 12,7 \| Oki (沖) \| 1929–1944 \| \| \| 13,4 \| Ichinoeda (市之枝) \| 1929–2001 \| \| \| 13,9 \| Mino-Ishida (美濃石田) \| 1929–1944 \| \| \| 13,9 \| Shōsenji-mae (正専寺前) \| 1929–1944 \| \| \| 15,5 \| Yagami (八神) \| 1929–2001 \| \| \| 16,0 \| Kuwabara (桑原) \| 1929–1944 \| \| \| 17,0 \| Ōsu (大須) \| 1929–2001 \| |                           |                            |                |
| Bahnhof | 0,0                       | Kasamatsu (笠松)           | 1935–          |
| Abzweig geradeaus und nach links |                           | Meitetsu Nagoya-Hauptlinie | 1935–          |
| ehemaliger Haltepunkt / Haltestelle | 0,3                       | Kasamatsuguchi (笠松口)    | 1921–1942      |
| Bahnhof | 0,9                       | Nishi-Kasamatsu (西笠松)   | 1921–          |
| ehemaliger Haltepunkt / Haltestelle | 1,5                       | Higashisuka (東須賀)       | 1921–1944      |
| ehemaliger Haltepunkt / Haltestelle | 2,5                       | Higashi-Yanaizu (東柳津)   | 1921–1944      |
| Haltepunkt / Haltestelle | 2,9                       | Yanaizu (柳津)             | 2008–          |
| ehemaliger Haltepunkt / Haltestelle | 3,1                       | Yanaizu                    | 1921–2008      |
| ehemaliger Haltepunkt / Haltestelle | 4,0                       | Kadoma (門間)              | 1921–1944      |
| Bahnhof | 5,2                       | Minami-Juku (南宿)         | 1921–          |
| Haltepunkt / Haltestelle | 6,0                       | Suka (須賀)                | 1921–          |
| Haltepunkt / Haltestelle | 7,0                       | Fuwa-Ishiki (不破一色)     | 1921–          |
| ehemaliger Haltepunkt / Haltestelle | 7,4                       | Magari (曲利)              | 1921–1944      |
| Haltepunkt / Haltestelle | 8,6                       | Takehana (竹鼻)            | 1921–          |
| Betriebsstelle Streckenanfang und quer (Strecke außer Betrieb) · Abzweig geradeaus und ehemals von rechts |                           | Depot Takehana             | 1921–1962      |
| ehemaliger Haltepunkt / Haltestelle | 8,9                       | Hongakuji-mae (本覚寺前)   | 1929–1944      |
| Bahnhof | 9,6                       | Hashima-Shiyakusho-mae     | 1929–          |
| Strecke |                           | (羽島市役所前)             | (羽島市役所前) |
| Haltepunkt / Haltestelle | 10,3                      | Egira (江吉良)             | 1929–          |
| Strecke quer · Abzweig ehemals geradeaus und nach rechts |                           | Meitetsu Hashima-Linie     | 1982–          |
| Strecke von rechts · Haltepunkt / Haltestelle (Strecke außer Betrieb) | 10,9                      | Makino (牧野)              | 1929–2001      |
| Strecke · Haltepunkt / Haltestelle (Strecke außer Betrieb) | 11,5                      | Nagama (長間)              | 1929–2001      |
| |                           | Meishin-Autobahn           |                |
| Strecke nach links · Kreuzung (Strecke geradeaus außer Betrieb) |                           | Tōkaidō-Shinkansen         | 1964–          |
| Haltepunkt / Haltestelle (Strecke außer Betrieb) | 12,2                      | Nakaku (中区)              | 1929–2001      |
| Haltepunkt / Haltestelle (Strecke außer Betrieb) | 12,7                      | Oki (沖)                   | 1929–1944      |
| Haltepunkt / Haltestelle (Strecke außer Betrieb) | 13,4                      | Ichinoeda (市之枝)         | 1929–2001      |
| Haltepunkt / Haltestelle (Strecke außer Betrieb) | 13,9                      | Mino-Ishida (美濃石田)     | 1929–1944      |
| Haltepunkt / Haltestelle (Strecke außer Betrieb) | 13,9                      | Shōsenji-mae (正専寺前)    | 1929–1944      |
| Haltepunkt / Haltestelle (Strecke außer Betrieb) | 15,5                      | Yagami (八神)              | 1929–2001      |
| Haltepunkt / Haltestelle (Strecke außer Betrieb) | 16,0                      | Kuwabara (桑原)            | 1929–1944      |
| Kopfbahnhof Streckenende (Strecke außer Betrieb) | 17,0                      | Ōsu (大須)                 | 1929–2001      |

Die Meitetsu Takehana-Linie (jap. 名鉄竹鼻線, Meitetsu Takehana-sen) ist eine Eisenbahnstrecke auf der japanischen Insel Honshū, die von der Bahngesellschaft Meitetsu (Nagoya Tetsudō) betrieben wird. Südwestlich von Gifu verbindet sie die Städte Kasamatsu und Hashima miteinander.

## Streckenbeschreibung
Die 10,3 km lange Strecke ist in Kapspur (1067 mm) verlegt und mit 1500 V Gleichspannung elektrifiziert. Es werden neun Bahnhöfe bedient, die Höchstgeschwindigkeit beträgt 90 km/h. Ihr nördlicher Ausgangspunkt ist der Bahnhof Kasamatsu in der Stadt Kasamatsu, wo sie von der Meitetsu Nagoya-Hauptlinie abzweigt. Sie verläuft überwiegend in südwestlicher Richtung durch ein suburban geprägtes und weitgehend ebenes Gebiet im nördlichen Teil der Nōbi-Ebene, zwischen den Flüssen Kiso im Osten und Nagara im Westen. Die Strecke ist eingleisig; Ausweichen gibt es in den Bahnhöfen Nishi-Kasamatsu, Minami-Juku und Hashima-Shiyakusho-mae. Sie endet im Bahnhof Egira, wo sie in die Meitetsu Hashima-Linie übergeht. Der von Egira nach Ōsu führende Abschnitt der Meitetsu Takehana-Linie (6,7 km) wurde 2001 stillgelegt; ein beträchtlicher Teil der Trasse wird für das Aufstellen von Solarmodulen genutzt.

## Zugangebot
Betrieblich ist die Meitetsu Takehana mit der in Egira anschließenden Meitetsu Hashima-Linie verknüpft. Den ganzen Tag über fahren Nahverkehrszüge mit Halt an allen Bahnhöfen im Viertelstundentakt vom Bahnhof Kasamatsu über Egira nach Shin-Hashima, wo Anschluss an Shinkansen-Züge im benachbarten Bahnhof Gifu-Hashima besteht. Einzelne Züge am frühen Morgen und am späten Abend werden in Kasamatsu zur Meitetsu Nagoya-Hauptlinie durchgebunden und fahren ab oder bis Meitetsu Gifu. Aufgrund des Ausbaustands der Eingleisigkeit der Strecke ist es nicht möglich, den Fahrplan weiter zu verdichten. Mit Ausnahme von Kasamatsu sind sämtliche Bahnhöfe nicht mit Personal besetzt.

## Bilder

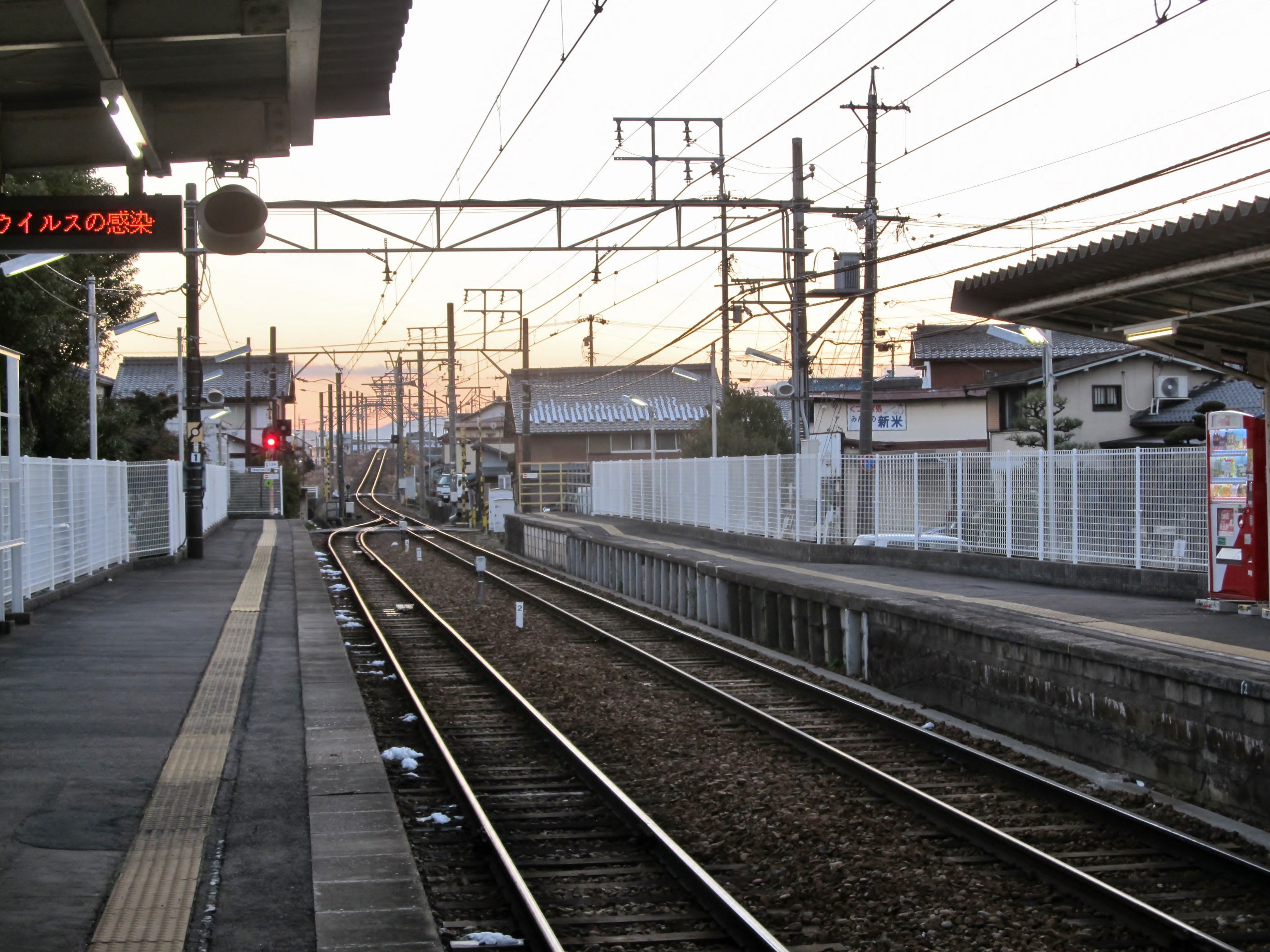
Bahnhof Nishi-Kasamatsu
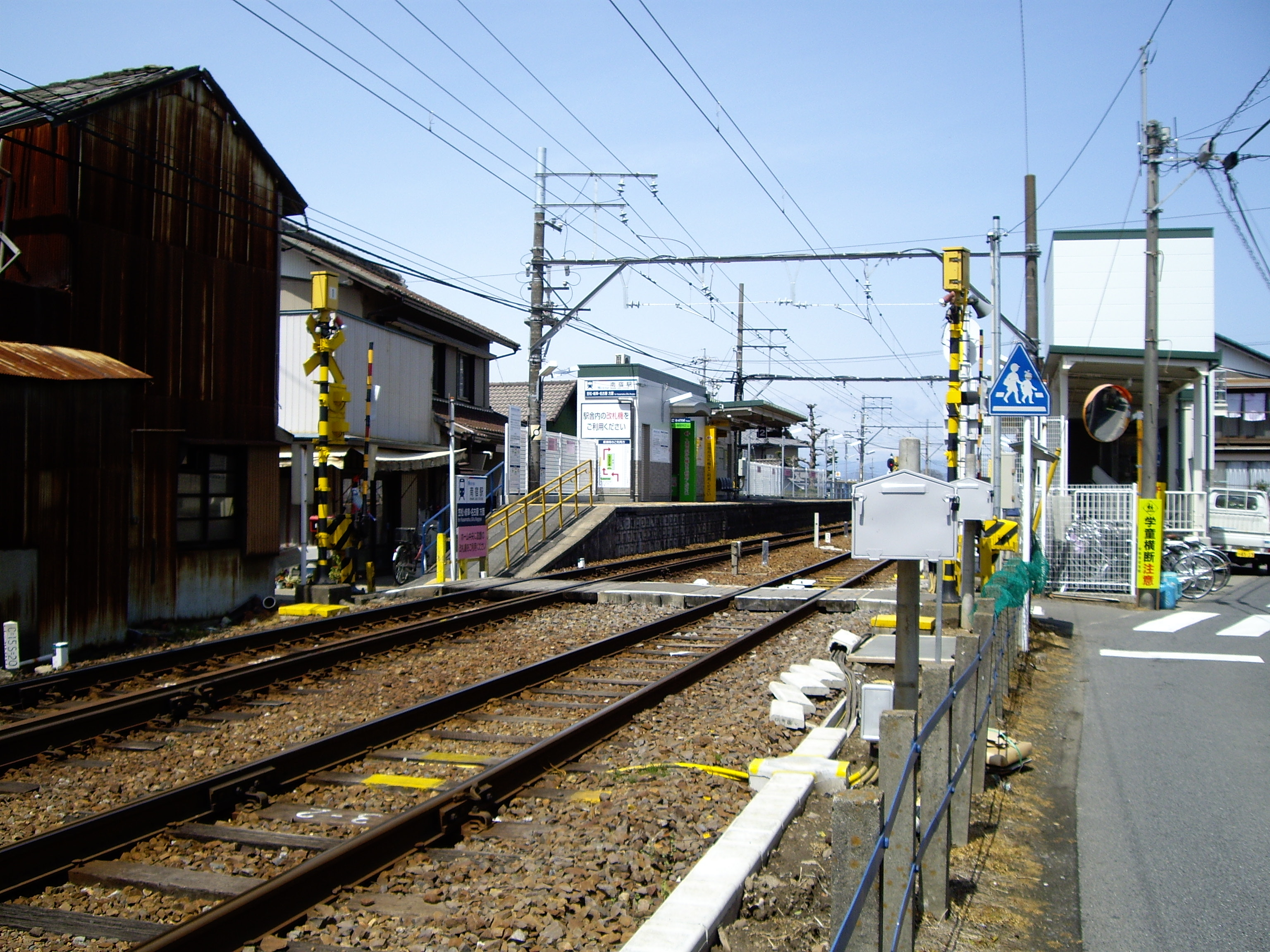
Bahnhof Minami-Juku
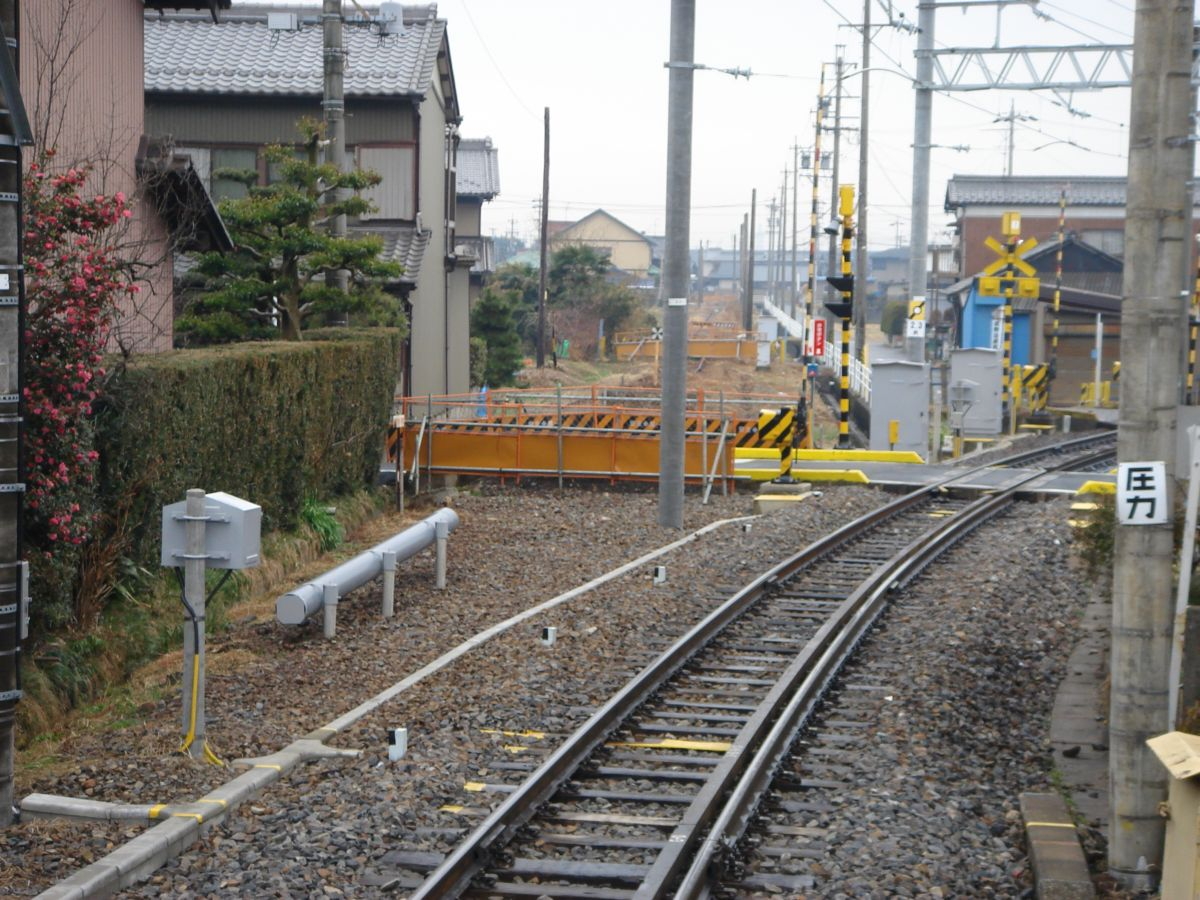
Übergang zur Meitetsu-Hashima-Linie in Egira
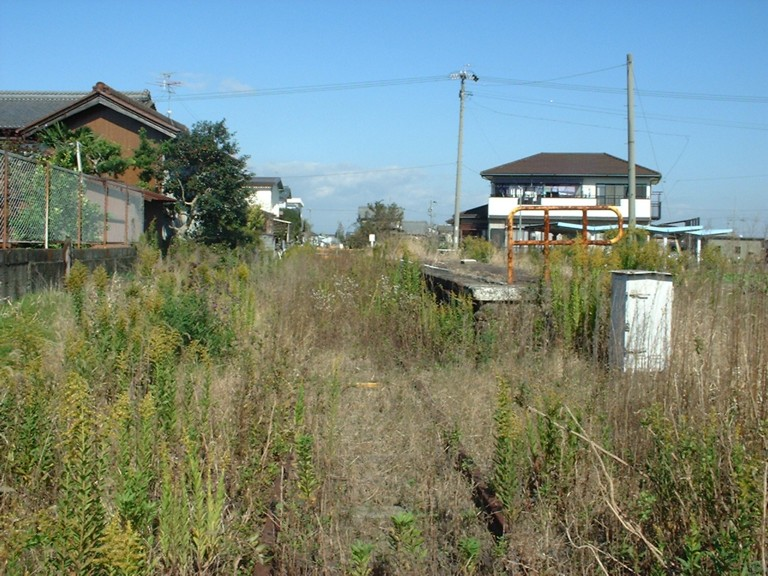
Ehemaliger Bahnhof Ichinoeda

## Geschichte

Emblem der Takehana Tetsudō

Außer der Straße nach Gifu gab es in der Gegend um die heutige Stadt Hashima nur die Flussschifffahrt, um Personen und Güter zu transportieren. Als die Bahngesellschaft Mino Denki Kidō (美濃電気軌道, kurz Minoden) 1914 ihr Netz von Überlandstraßenbahnen nach Kasamatsu ausdehnte, ersuchten die weiter südlich gelegenen Gemeinden der Landkreise Kasamatsu und Hashima um eine Verlängerung, wurden aber nicht erhört. Geschäftsleute aus der Region erhielten im Juni 1919 eine Eisenbahnlizenz zugesprochen und gründeten am 14. November desselben Jahres die Bahngesellschaft Takehana Tetsudō (竹鼻鉄道). Diese eröffnete am 25. Juni 1921 den Abschnitt zwischen Nishi-Kasamatsu und Takehana. Für kurze Zeit bestand ein Inselbetrieb ohne Anschluss an das übrige Bahnnetz, bis zur Inbetriebnahme des gemeinsamen Bahnhofs Kasamatsuguchi durch die Takehana Tetsudō und die Minoden am 21. September 1921.
Die Takehana Tetsudō eröffnete am 1. April 1929 die Verlängerung von Takehana nach Ōsu, dem südlichen Endpunkt der Strecke. Am 20. August 1930 fusionierte sie mit der Minoden, zwei Wochen später nahm die neu entstandene Gesellschaft den Namen Meigi Tetsudō an. Sie verlegte am 29. April 1935 die nördliche Endstation von Kasamatsuguchi zum neu eröffneten Bahnhof Kasamatsu. Dort bestand vom selben Tag an Anschluss an die fertiggestellte Nagoya-Hauptlinie zwischen Gifu und Nagoya. Drei Monate später, am 1. August 1935, ging die Meigi Tetsudō durch Fusion mit der Aichi Denki Tetsudō in der Meitetsu auf.
Da während des Pazifikkriegs akuter Personalmangel herrschte, legte die Meitetsu im Jahr 1944 zehn schwächer frequentierte Haltepunkte still. Von diesen wurde drei Jahre später nur Nagama wiedereröffnet. Am 10. Juni 1962 nahm die Meitetsu eine Erhöhung der Oberleitungsspannung von bisher 600 V auf neu 1500 V vor. Egira, ein weiterer der im Jahr 1944 stillgelegten Haltepunkte, nahm am 11. Dezember 1982 den Betrieb wieder auf. Er ist seither der Ausgangspunkt der damals neu errichteten Meitetsu Hashima-Linie, die der Stadt Gifu eine Anbindung an die Schnellfahrstrecke Tōkaidō-Shinkansen ermöglicht. Die abzweigende Strecke erwies sich mit der Zeit als deutlich umsatzstärker als der 6,7 km lange Abschnitt Egira–Ōsu der Takehana-Linie. Da er nur Züge mit zwei Wagen aufnehmen konnte und keine Ausweichen hatte, war dessen Kapazität stark eingeschränkt. Aus wirtschaftlichen Gründen entschloss sich die Meitetsu dazu, ihn am 1. Oktober 2001 stillzulegen und durch eine Buslinie zu ersetzen.

## Liste der Bahnhöfe

### Bestehende Strecke

Streckenkarte

| Name | Name                                  | km   | Anschlusslinien            | Lage   | Ort       |
| ---- | ------------------------------------- | ---- | -------------------------- | ------ | --------- |
| NH56 | Kasamatsu (笠松)                      | 00,0 | Meitetsu Nagoya-Hauptlinie | Koord. | Kasamatsu |
| TH01 | Nishi-Kasamatsu (西笠松)              | 00,9 |                            | Koord. | Kasamatsu |
| TH02 | Yanaizu (柳津)                        | 02,9 |                            | Koord. | Gifu      |
| TH03 | Minami-Juku (南宿)                    | 05,2 |                            | Koord. | Hashima   |
| TH04 | Suka (須賀)                           | 06,1 |                            | Koord. | Hashima   |
| TH05 | Fuwa-Ishiki (不破一色)                | 07,0 |                            | Koord. | Hashima   |
| TH06 | Takehana (竹鼻)                       | 08,6 |                            | Koord. | Hashima   |
| TH07 | Hashima-Shiyakusho-mae (羽島市役所前) | 09,6 |                            | Koord. | Hashima   |
| TH08 | Egira (江吉良)                        | 10,3 | Meitetsu Hashima-Linie     | Koord. | Hashima   |

### Stillgelegter Abschnitt
| Name               | km   | Anschlusslinien        | Lage   | Ort     |
| ------------------ | ---- | ---------------------- | ------ | ------- |
| Egira (江吉良)     | 10,3 | Meitetsu Hashima-Linie |        | Hashima |
| Makino (牧野)      | 10,9 |                        | Koord. | Hashima |
| Nagama (長間)      | 11,5 |                        | Koord. | Hashima |
| Nakaku (中区)      | 12,2 |                        | Koord. | Hashima |
| Ichinoeda (市之枝) | 13,4 |                        | Koord. | Hashima |
| Yagami (八神)      | 15,5 |                        | Koord. | Hashima |
| Ōsu (大須)         | 17,0 |                        | Koord. | Hashima |